# Félix Ángel
Félix Ángel Gómez (Medellín, 20 de septiembre de 1949) es un escritor y artista colombiano. Él ha estado produciendo trabajo por casi 40 años. También se desempeñó como Comisionado de Artes y Humanidades para Washington, durante cinco años, y es editor colaborador del Manual de Estudios Latinoamericanos en la Biblioteca del Congreso, desde el año 2000. 

## Trayectoria
Cuando Félix tenía seis años, sus padres lo matricularon en una escuela militar llamada Colegio San José. Allí, se graduó de la escuela secundaria a la edad de 17 años, en 1966. Fue aceptado en la Escuela de Arquitectura de la Universidad Nacional de Colombia. Finalmente, se graduó como arquitecto en 1974. A la edad de 11 años, desarrolló la costumbre de ir a la biblioteca pública local, donde descubrió por sí mismo el maravilloso mundo del arte: leyendo libros de historia del arte, manuales sobre cómo dibujar, etc. Su primera exposición individual tuvo lugar en el Colegio San José, cuando solo tenía 14 años de edad, volvió a exhibir a los 16 años en la Sala de Música de la misma escuela. El periódico local El Colombiano incluso publicó su segunda exposición en una columna conocida como Notas Culturales.
Cuando tenía 16 años, su padre le permitió tomar cursos de arte en el Instituto de Bellas Artes de Medellín, que pagó (durante este tiempo, Félix aún estaba en la escuela secundaria). Recibió su primer premio de arte a los 21 años, en una competencia local en Medellín celebrada en 1971 en el Museo de Zea (conocido hoy como Museo de Antioquia) mientras estudiaba arquitectura. Su primera exposición individual profesional tuvo lugar en el GranColombiano Bank de Medellín en febrero de 1972 y ese año ganó el Premio Especial de Dibujo en el Salón de Jóvenes Artistas del Museo de Zea y ganó nuevamente en 1973 el Primer Premio de Pintura.

## Premios
Ha recibido varios premios nacionales e internacionales por su trabajo, y su arte se encuentra en varios museos en América Latina, Estados Unidos e Inglaterra; por no mencionar muchas colecciones privadas también. Es el director del Centro Cultural del Banco Interamericano de Desarrollo, en Washington.